# Edificio de la antigua Previdência do Sul
El edificio de la antigua Previdência do Sul es un edificio histórico ubicado en el centro histórico de la ciudad de Porto Alegre, Brasil. Se localiza en la rua dos Andradas, junto a la praça da Alfândega. 
Fue construido en 1913 como sede de la Previdência do Sul - una compañía de seguros - y luego fue transformado al Cine Guarany. Hoy este edificio está ocupado por el Banco Safra que anexó también el edificio ubicado a su derecha y que antiguamente alojaba a la farmacia Carvalho. 
El diseño del edificio es de Theodor Wiederspahn y la ingeniería es de Rudolf Ahrons. La decoración de la fachada fue encargada al taller de João Vicente Friedrichs y las esculturas son obra de Wenzel Folberger. El edificio tiene cinco pisos con una fachada muy adornada. El conjunto está dividido en un bloque central y dos laterales. La entrada principal está insertada en un pórtico resguardado bajo un gran arco coronado con un frontispicio. En los lados, dos entradas menores organizan los estrechos bloques laterales que poseen grandes balcones en el tercer piso. El quinto piso presenta un gran balcón con balaustrada que tiene eco en los laterales. Corona el edificio un frontón y dos cúpulas de bronce a ambos lados.
Entre los grupos escultóricos destacan el del frontón con cuatro figuras siendo la principal una representación de la "Previsión" y, en el frontispicio, una cabeza de Hermes sosteniendo una doncella que representa la seguridad de la navegación.